# 青春放課後
『青春放課後』（せいしゅんほうかご）は、1963年3月21日（木曜） 20:00 - 21:29 （日本標準時）にNHK総合テレビで放送された単発テレビドラマである。
再放送は1964年3月23日（月曜） 15:30 - 16:58 に一度総合テレビで行われたが、それを最後に長らく行われていなかった。映像は現存しないものとされていたが、それから49年後の2013年に日本放送協会 (NHK) 内部からキネコ映像が見つかったため、それをデジタル化したものが同年10月14日（月曜） 9:05 - 10:33 にNHK BSプレミアムの『プレミアムアーカイブス』で放送された。このプレミアムアーカイブス版は、2014年2月4日（火曜）までBSプレミアムで繰り返し再放送された。

## キャスト
NHKオンラインで公開されているデータからの参考。
- 佐々木千鶴[5] - 小林千登勢
- 長谷川一郎 - 佐田啓二
- 山口信吉 - 宮口精二
- ふみ - 三宅邦子
- 緒方省三 - 北竜二
- あや子 - 杉村春子
- 佐々木せい - 西口紀代子
- 金子三枝子 - 環三千世
- 三枝子の夫 - 高橋幸治
- 京子 - 稲野和子
- ローガン - マイク・ダニーン
- 料亭の女将 - 藤代佳子
- バーのマダム - 南美江

## スタッフ
NHKオンラインで公開されているデータからの参考。
- 脚本 - 里見弴、小津安二郎
- 音楽 - 斎藤高順
- 演出 - 畑中庸生